# 太平洋拟犁头鳐
太平洋擬犁頭鰩（學名：Pseudobatos planiceps），又稱太平洋琵琶鱝，為軟骨魚綱犁頭鰩目犁頭鰩科擬犁頭鰩屬的其中一種，被IUCN列為易危保育類動物，分布於東太平洋墨西哥南部到祕魯與智利, 包括加拉巴哥群島海域，深度1至150公尺，體長可達114公分，棲息於沿海至大陸棚沙泥底質海域，為底棲性魚類，肉食性，卵胎生，生活習性不明，可做為食用魚。